# 大嶋浦右衞門
大嶋 浦右エ門（おおしま うらえもん、生没年不詳）は、九州出身の元大相撲力士。最高位は大関。

## 経歴
江戸相撲の宝暦11年10月場所に大関に附け出されたが、全休した。典型的な看板大関と見られる。現役はこの1場所のみで、詳しい経歴は不明である。

## 場所別成績
| 1761年 | x | 東大関 引退 0–0–8 |
| 各欄の数字は、「勝ち-負け-休場」を示す。 優勝 引退 休場 十両 幕下 三賞：敢=敢闘賞、殊=殊勲賞、技=技能賞 その他：★=金星 番付階級：幕内 - 十両 - 幕下 - 三段目 - 序二段 - 序ノ口 幕内序列：横綱 - 大関 - 関脇 - 小結 - 前頭（「#数字」は各位内の序列） |   |                   |